# Postgebäude (Castellón)
Das Postgebäude in der spanischen Stadt Castellón de la Plana wurde 1932 fertiggestellt und zählt zu den repräsentativsten Gebäuden der Stadt. Es wurde im Neomudéjarstil und valencianischen Jugendstil von den Architekten Demetrio Ribes y Marco und Joaquín Dicenta Vilaplana entworfen.

## Lage
Das freistehende Postgebäude befindet sich im Zentrum der Stadt. Westlich grenzt das Gebäude direkt an den kleinen Tetouan-Platz, östlich verläuft die König-Jakob-I.-Straße.

## Geschichte
Der Bau des Gebäudes ging auf ein spanienweites Programm aus dem Jahr 1909 zurück, welches vorsah, dass jede Provinzhauptstadt mit einem Postgebäude ausgestattet werden solle. Der Bau eines Postgebäudes in Castellón wurde 1916 ausgeschrieben und zunächst an den valencianischen Architekten Demetrio Ribes vergeben. Nach dessen Tod im Jahr 1921 setzte der Architekt Joaquín Dicenta Vilaplana dessen Projekt fort. Das Postgebäude wurde schließlich 1932 fertiggestellt.
Lokal in die Schlagzeilen geriet das Gebäude, nachdem am 15. Januar 2007 ein junger Mann drohte, sich mit einer Säge das Leben zu nehmen. Die Polizei konnte das Gebäude nach 45 Minuten räumen und alle anwesenden Personen bleiben unverletzt.
2010 erfolgte eine Restauration des Gebäudes. Es ist heute das Verwaltungsgebäude des lokalen Postamtes Correos y Telégrafos de Castellón.

## Architektur

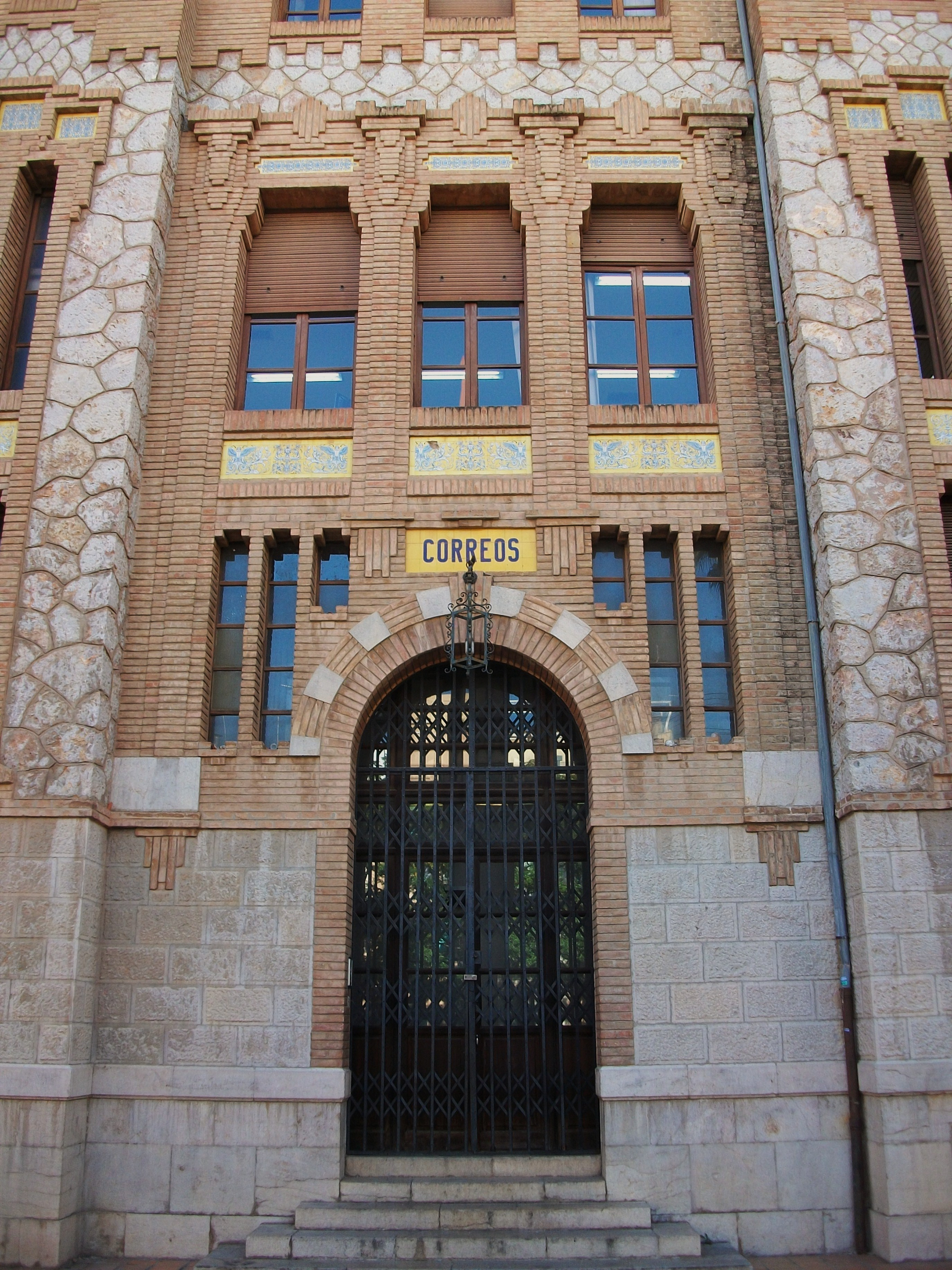
Detail der Fassade

Das freistehende Gebäude mit rechteckigem Grundriss besitzt drei Stockwerke mit abgerundeten Ecken. Das Gebäude erinnert an eine mittelalterliche Burg und ist mit sechs kleinen Türmchen ausgestattet. Die Türmchen überragen die oberste Etage des Gebäudes ein wenig und besitzen ein mit roten Dachziegeln gedecktes Dach.
Die Fassade des Gebäudes ist symmetrische gestaltet und wird durch viele kleine und schmale Öffnungen aufgelockert. Beim Bau der Fassade wurden verschiedene erdfarbene Steinarten genutzt. Dabei dominieren jedoch Ziegelsteine, die vor allem im oberen Bereich verwendet wurden.
In die Fassade ist eine Vielzahl an Keramikflächen des Künstlers J. B. Segarra Bernat  in den Farben blau, weiß und gelb eingearbeitet. Teilweise stellen die Keramikflächen Tiere oder Pflanzen dar.
Das Gebäude besitzt einen mit einer Glaskuppel gekrönten Innenhof in dem sich der Verkaufsbereich der Post befindet. Die Kuppel wird durch eine Eisenstruktur getragen und besteht weitestgehend aus nicht durchsichtigem weißem Glas. Im Zentrum ist ein Stern aus gelben Glasflächen dargestellt.